# 正鳞盖蕨
正鳞盖蕨（学名：Microlepia critica）为姬蕨科鳞盖蕨属下的一个种。

## 扩展阅读
- 維基物種上的相關：正鳞盖蕨